# Marta Murru
Marta Murru (Genova, 28 aprile 2000) è una nuotatrice artistica italiana,.

## Palmarès
- Mondiali

Budapest 2022: argento nella gara a squadre (highlights), bronzo nella gara a squadre (programma libero) e nella gara a squadre (programma tecnico)
- Europei

Glasgow 2018: argento nella gara a squadre (programma combinato)
Roma 2022: argento nella gara a squadre (programma tecnico), nella gara a squadre (programma combinato) e nella gara a squadre (highlights)
Belgrado 2024: argento nella gara a squadre (programma libero), bronzo nella gara a squadre (programma tecnico) e nella gara a squadre (programma combinato)